# 1946年の音楽
1946年の音楽（1946ねんのおんがく）では、1946年（昭和21年）の世界の音楽についてまとめる。

## 概要
- 並木路子の「リンゴの唄」の大ヒットは、軍国主義の暗黒時代から解放された、民主主義の時代の息吹を市民に感じさせた。
- B.B.キングがメンフィスで音楽活動を開始した[1][2]。
- チェット・アトキンスが「グランド・オール・オープリー」に出演した。
- ビル・ヘイリーが、ザ・ダウンホーマーズのメンバーとして音楽活動を開始した。

## 洋楽シングル
- インク・スポッツ「ザ・ジプシー」[3]

## 洋楽アルバム
- オリジナル・ブロードウェイ・キャスト「アニーよ銃をとれ」

## 邦楽シングル

### コロムビア
- 並木路子
  - 「リンゴの唄」共唱：霧島昇
  - 「そよかぜ」　共唱：霧島昇

- 二葉あき子
  - 「黒いパイプ」(9月発売)共唱：近江俊郎
  - 「別れても」(10月発売)
  - 「乙女心は」(10月発売)

- 藤山一郎
  - 「銀座セレナーデ」

- 霧島昇
  - 「旅役者の唄」
  - 「麗人の歌」

- 近江俊郎
  - 「悲しき竹笛」　共唱：奈良光枝

- 渡辺はま子
  - 「夢見る扇」(9月発売)
  - 「ほんのり花嫁」(10月発売)

- 笠置シヅ子
  - 「アイレ可愛や」

- 岡本敦郎
  - 「朝はどこから」　共唱：安西愛子

- 池真理子
  - 「愛のスウィング」

- 柴田つる子
  - 「港に灯のともる頃」

### キングレコード
- 岡晴夫
  - 「東京の花売娘」
  - 「青春のパラダイス」

- 松島詩子
  - 「紅薔薇の唄」

- 鈴村一郎
  - 「ジープは走る」

### テイチク
- 田端義夫
  - 「かえり船」

- 菅原都々子
  - 「片割れ月」

## デビュー
- 宇都美清／「銀座歩けば」共唱：近江俊郎、柴田つる子
- 岡本敦郎／「朝はどこから」
- 鈴村一郎／「ジープは走る」
- 村澤可夫／「たそがれの駅」

## 誕生
- 1月1日 - アルバート・グリフィス（ボーカリスト・ギタリスト、グラディエイターズ、+2020年・74歳没）
- 1月2日 - 伊吹吾郎（俳優・元歌手）
- 1月3日 - 日野元彦（ジャズドラマー、+1999年・53歳没）
- 1月8日 - ロビー・クリーガー（ギタリスト、ドアーズ）
- 1月22日 - マルコム・マクラーレン（デザイナー・ミュージシャン、+2010年・64歳没）
- 1月23日 - 丸山和也（政治家・弁護士・タレント・元歌手）
- 2月3日 - 三宅幸夫（音楽学者、+2017年・71歳没）
- 2月19日 - 藤岡弘、（俳優・タレント・武道家・元歌手）
- 2月23日 - 宇崎竜童（歌手、ダウンタウンブギウギバンド）
- 3月4日 - 中条きよし（演歌歌手・俳優）
- 3月8日 - ランディ・マイズナー（ベーシスト、ポコ/イーグルス、+2023年・77歳没）
- 3月12日 - ライザ・ミネリ（女優・歌手）
- 3月21日 - 九重佑三子（歌手・女優）
- 4月5日 - 吉田拓郎（シンガーソングライター）
- 4月8日 - 浜圭介（作曲家・元歌手）
- 4月13日 - ロイ・ロニー（ボーカリスト、フレイミン・グルーヴィーズ、+2019年・73歳没）
- 4月23日 - 大月みやこ（演歌歌手）
- 4月27日 - ゴードン・ハスケル（ミュージシャン、キング・クリムゾン、+2020年・74歳没）
- 4月30日 - 礒山雅（音楽学者、+2018年・71歳没）
- 5月5日 - ベッチ・カルヴァーリョ（サンバ歌手、+2019年・72歳没）
- 5月7日 - 新井満（作家・作詞作曲家）
- 5月7日 - ガブリエル・フムラ（指揮者、+2020年・74歳没）
- 5月10日 - 白建宇（ピアニスト）
- 5月15日 - 美川憲一（歌手・俳優・タレント）
- 5月16日 - ロバート・フリップ（ギタリスト、キング・クリムゾン）
- 5月21日 - 深町純（作曲家、+2010年・64歳没）
- 6月4日 - S・P・バーラスブラマニアム（プレイバックシンガー、+2020年・74歳没）
- 6月6日 - 堺正章（タレント・歌手・俳優、ザ・スパイダース）
- 6月6日 - 中尾ミエ（歌手・女優）
- 6月15日 - ノディ・ホルダー（ミュージシャン、スレイド）
- 6月16日 - 萩田光雄（作曲家・音楽プロデューサー）
- 6月16日 - ジェラール・グリゼー（作曲家、+1998年・52歳没）
- 6月18日 - 大谷和夫（キーボーディスト、SHŌGUN、+2008年・61歳没）
- 6月19日 - 北山修（精神科医・臨床心理学者・ミュージシャン、ザ・フォーク・クルセダーズ）
- 6月21日 - 鈴木ヒロミツ（歌手・俳優、ザ・モップス、+2007年・60歳没）
- 7月1日 - 島武実（作詞家・音楽ディレクター、プラスチックス、+2019年・72歳没）
- 7月9日 - ボン・スコット（ミュージシャン、AC/DC、+1980年・33歳没）
- 7月10日 - 古関正裕（著作家・音楽家）
- 7月10日 - ケーシー・ランキン（ミュージシャン、SHŌGUN、+2009年・62歳没）
- 7月11日 - 伊藤君子（歌手）
- 7月11日 - 木の実ナナ（女優・歌手）
- 7月14日 - 藤井健（歌手）
- 7月22日 - 岡林信康（フォーク歌手）
- 7月29日 - ダヴィド・ゲリンガス（チェリスト）
- 8月1日 - ボズ・バレル（ベーシスト・ボーカリスト、キング・クリムゾン、+2006年・60歳没）
- 8月13日 - 松山猛（作詞家・ライター）
- 8月23日 - 飯野おさみ（俳優・歌手、ジャニーズ）
- 8月23日 - キース・ムーン（ドラマー・俳優、ザ・フー、+1978年・32歳没）
- 8月30日 - 宮路オサム（演歌歌手、殿さまキングス）
- 9月1日 - バリー・ギブ（シンガーソングライター）
- 9月2日 - ビリー・プレストン（ソウルミュージシャン、+2006年・59歳没）
- 9月2日 - ジョー山中（ミュージシャン・俳優・プロボクサー、+2011年・64歳没）
- 9月4日 - ゲイリー・ダンカン（ギタリスト・歌手、クイックシルヴァー・メッセンジャー・サーヴィス、+2019年・72歳没）
- 9月5日 - フレディ・マーキュリー（ボーカリスト、クイーン、+1991年・45歳没）
- 9月18日 - 神谷明（声優・元歌手）
- 9月22日 - 瞳みのる（ドラマー、ザ・タイガース）
- 10月10日 - ジョン・プライン（歌手、+2020年・73歳没）
- 10月15日 - リチャード・カーペンター（作曲家・ピアニスト、カーペンターズ）
- 10月16日 - 馬飼野俊一（作曲家）
- 10月17日 - 串田アキラ（歌手）
- 10月17日 - ヴィクトル・トレチャコフ（ヴァイオリニスト・指揮者）
- 10月29日 - ピーター・グリーン（ギタリスト、ジョン・メイオール&ザ・ブルースブレイカーズ、+2020年・73歳没）
- 11月2日 - 杉田二郎（歌手）
- 11月2日 - ジュゼッペ・シノーポリ（指揮者、+2001年・54歳没）
- 11月13日 - 大原麗子（女優・元歌手、+2009年・62歳没）
- 11月18日 - 森本太郎（ギタリスト、ザ・タイガース）
- 11月20日 - 徳永二男（ヴァイオリニスト）
- 11月22日 - 倍賞美津子（女優・元歌手）
- 11月22日 - オレグ・カガン（ヴァイオリニスト、+1990年・43歳没）
- 11月26日 - 下條アトム（俳優・声優・元歌手）
- 12月5日 - ホセ・カレーラス（テノール歌手）
- 12月5日 - ジェフ・エメリック（音楽プロデューサー、+2018年・72歳没）
- 12月16日 - トレヴァー・ピノック（指揮者）
- 12月21日 - カール・ウィルソン（ギタリスト、ザ・ビーチ・ボーイズ、+1998年・51歳没）

月日不明
- ダニエレ・ロンバルディ（ピアニスト、+2018年・71歳没）
- 千家和也（作詞家、+2019年・73歳没）
- 柴田浩一（ジャズプロデューサー、+2020年・73歳没）

## 死去
- 2月6日 - オズヴァルト・カバスタ、指揮者（* 1896年）
- 5月26日 - 三浦環、ソプラノ歌手（* 1884年）
- 6月14日 - 幸田延、音楽家（* 1870年）
- 8月25日 - アルノルト・ロゼ、ヴァイオリニスト（* 1863年）
- 9月3日 - モーリツ・ローゼンタール、ピアニスト（* 1862年）
- 9月3日 - パウル・リンケ、作曲家（* 1866年）
- 11月14日 - マヌエル・デ・ファリャ、作曲家（* 1876年）